# Dieter Bischop
Dieter Bischop (* 12. Mai 1966 in Rhede) ist ein deutscher Archäologe, dessen Zuständigkeitsbereich sich auf Bremen und Bremerhaven erstreckt.
Mit der Versetzung von Uta Halle in den Ruhestand ist er seit 1. Oktober 2024 kommissarischer Landesarchäologe Bremens.

## Leben
Dieter Bischop wurde in Rhede (Kreis Borken, Nordrhein-Westfalen) geboren. Nach dem Abitur, das er am St. Josef-Gymnasium in Bocholt ablegte, absolvierte er zwischen 1986 und 1992 an der Westfälischen Wilhelms-Universität in Münster ein Studium der Ur- und Frühgeschichte, Klassischen Archäologie, Alten Geschichte und Ethnologie. Im Anschluss arbeitete Bischop zunächst als Archäologe im Landkreis Diepholz, später war er beim Institut für Denkmalpflege Hannover beschäftigt. 1988 in Oman und 1992 sowie 1993 im türkischen Assos oblag ihm die örtliche Leitung verschiedener Grabungskampagnen.
1998 wurde er mit einer Dissertation zum Thema „Die römische Kaiserzeit und frühe Völkerwanderungszeit zwischen Weser und Hunte“, betreut von Torsten Capelle, promoviert. Nach Abschluss der Dissertation wurde er wissenschaftlicher Mitarbeiter bei der Landesarchäologie Bremen. Seit 2001 ist er als Archäologe für den Bremer Stadtkern, der auch das UNESCO-Weltkulturerbe um Rathaus und Roland umfasst, und Bremerhaven zuständig. Zeitgleich wurde er zum ehrenamtlichen Beauftragten der Bodendenkmalpflege im Landkreis Diepholz ernannt. Zwischen Februar 2007 (Ausscheiden von Manfred Rech) und März 2008 (Amtsübernahme durch Uta Halle) war er zudem kommissarischer Landesarchäologe Bremens. Als solcher war Bischop Herausgeber des siebten Bandes der Bremer Archäologischen Blätter.
Als Archäologe im Land Bremen war er unter anderem im Jahr 2002 für eine Grabung in der Dionysiuskirche in Bremerhaven-Wulsdorf verantwortlich, die einen bedeutenden Münzschatz zutage brachte. 2007 entdeckte er bei Untersuchungen im Zuge des Baus des Unternehmenssitzes von Beluga Shipping einen als vom Typ Eke identifizierten Weserlastkahn aus dem 17. Jahrhundert, unter dem später zwei weitere Wracks gefunden wurden. Im Jahr 2009 grub Bischop in der Innenstadt die bis dahin ältesten archäologischen Funde in Bremen aus, die auf das Jahr 829 datiert wurden. 2020 war er an Untersuchungen am Mesolithischen Fundplatz Bremen beteiligt, der mit einem Alter von rund 10.000 Jahren die älteste Fundstelle in Bremen darstellt.
Dieter Bischop ist verheiratet und Vater eines Sohnes und einer Tochter.

## Veröffentlichungen (Auswahl)
- als Herausgeber mit Nicola Borger-Keweloh und Dieter Riemer: Burg und Kirche in Wulsdorf (= Sonderveröffentlichungen des Heimatbundes der Männer vom Morgenstern. NR 51 = Veröffentlichungen des Stadtarchivs Bremerhaven. 23). Männer vom Morgenstern, Bremerhaven 2014, ISBN 978-3-931771-00-3.
- Der Bistumssitz Bremen im späten 8. und 9. Jahrhundert. In: Rainer-Maria Weiss, Anne Klammt (Hrsg.): Mythos Hammaburg. Archäologische Entdeckungen zu den Anfängen Hamburgs (= Veröffentlichung des Helms-Museums, Archäologisches Museum Hamburg, Stadtmuseum Harburg. 107). Archäologisches Museum Hamburg, Hamburg 2014, ISBN 978-3-931429-27-0, S. 417–433.
- Die Bremer Balge im frühen Mittelalter. In: Siedlungs- und Küstenforschung im südlichen Nordseegebiet. 24, 2011, ISSN 1867-2744, S. 359–378.
- Die Frohe Botschaft aus der Kloake, Religiöse Funde aus Bremen. In: Religiosität in Mittelalter und Neuzeit (= Mitteilungen der Deutschen Gesellschaft für Archäologie des Mittelalters und der Neuzeit. 23, ISSN 1619-1439). Deutsche Gesellschaft für Archäologie des Mittelalters und der Neuzeit e. V., Paderborn 2011, S. 51–62, (Digitalisat (PDF; 1,8 MB)).
- Luxus des Mittelalters in Bremen. In: Manfred Gläser (Hrsg.): Lübecker Kolloquium zur Stadtarchäologie im Hanseraum. 6: Luxus und Lifestyle. Schmidt-Römhild, Lübeck 2008, ISBN 978-3-7950-1289-2, S. 185–206.
- Frühe Steinbauten an der Bremer Schlachte. In: Michael James Hurst, Bruno Switala, Bodo Zehm (Hrsg.): Steinwerke – ein Bautyp des Mittelalters? Vorträge des Kolloquiums Steinwerke vom 2. bis 4. März 2006 in Osnabrück (= Schriften zur Archäologie des Osnabrücker Landes. 6 = Kulturregion Osnabrück. 28). Rasch, Bramsche 2008, ISBN 978-3-89946-110-7, S. 159–178.
- Die römische Kaiserzeit und frühe Völkerwanderungszeit zwischen Weser und Hunte. Eine archäologische Bestandsaufnahme des Landkreises Diepholz. Isensee, Oldenburg 2001, ISBN 3-89598-803-0 (Zugleich: Münster, Universität, Dissertation, 1998).
- Die Wallanlagen in Aschen-Mehrholz, Ldkr. Diepholz In: Michael Zelle (Hrsg.): Terra Incognita?, Mainz 2008, S. 203–208.
- (als Hrsg.): Siedler, Söldner und Piraten. Begleitpublikation zur gleichnamigen Ausstellung im Focke-Museum/Bremer Landesmuseum vom 8. 3. bis 14. 5. 2000 (= Bremer Archäologische Blätter, Beiheft 2/2000), ISSN 0068-0907.
- Die archäologischen Fundstellen im Landkreis Diepholz. Katalog der archäologischen Bodenurkunden bis 1996. Landkreis Diepholz, Diepholz 1997, Nr. 1161.